# آرونز کورنر (کارولینای شمالی)
آرونز کورنر، شمال کارولینا (به انگلیسی: Aarons Corner, North Carolina) در ایالات متحده آمریکا است که در کارولینای شمالی واقع شده‌است.